# 拉武火山
拉武火山是印度尼西亞的火山，位於爪哇島東爪哇省和中爪哇省交界，是一座大型複式火山，海拔3,265米（10,712英呎），北面被嚴重侵蝕，東面有寄生火山錐和火山湖，海拔2,550米處有火山噴氣孔，最後一次火山爆發在1885年，也是拉武火山唯一有紀錄的爆發。